# さもあんすがい
さもあんすがい（旧芸名：サモアンスガイ）は日本のタレント。
東京都台東区出身。現在は群馬県伊勢崎市在住。元ワタナベエンターテインメント所属。現在はフリー。

## 来歴
2018年サモア独立国大使館に勤務しながらワタナベコメディスクールの28期生として入学。2019年ワタナベエンターテインメント所属となる。
コンビ「近道ラプソディ」を結成後、1年目からワタナベお笑いNo.1決定戦準決勝に進み、各メディアに出演、渡辺正行が率いるラ・ママ新人コント大会の常連になる。
コンビ解散後、ピンでモノマネとラジオパーソナリティとして活動。Bayfmラジオで流れる日本道路交通情報センターのモノマネがウチのガヤがすみません!（日本テレビ）で放送されるとTwitterで反響を呼び、The BAY☆LINE（Bayfm）の番組に呼ばれる。この回のパーソナリティは光永亮太と岡田ロビン翔子。この出演をきっかけに、後に恩師である伊津野亮との交流から、長年の夢であったラジオパーソナリティになる決意をする。
2021年レギュラー番組、KFM～サモアンスガイの青戸五丁目On My Mind（葛飾エフエム放送）が開始される。ラジオパーソナリティ初心者且つ、ローカルラジオでありながら、Twitterのホットワードランキングで全国14位になるなど、根強いファンを味方にキー局を凌ぐ人気番組になった。自身の結婚と群馬県への移住に伴い、番組は終了。

## 人物
身長165cm。体重96kg。血液型B型。
桐蔭学園高等学校を卒業。ラグビー部に所属し国体優勝、全国高等学校選抜ラグビーフットボール大会準優勝、花園3位、サニックス・ワールド・ラグビー・ユース交流大会10位などの経歴を持つ。
河合塾で1年浪人後、早稲田大学スポーツ科学部スポーツ医科学科を卒業。体育会空手部に所属中、アメリカに９ヶ月語学留学。帰国後退部。
大学卒業後、国分株式会社に入社。その後は、サモア独立国大使館、ヤフー株式会社と転職し、現在は株式会社サイバーエージェントに在籍。
大使館芸人として活動した後、結婚と群馬県への移住を機に、ネットを基盤とした表現者への道を決める。現在はInstagramとTikTok、Threadsをベースに活動し、SNSの総フォロワー数は約30万人、総再生数は2億回を超える。（旧芸名：サモアンスガイの分を含む。）
特に、Instagramのフォロワーが爆増した背景に、令和の虎出演（SNS版タイガーファンディング）が関係しており、合格こそ出たが微妙な結果になってしまい、そこからSNSに対し本格的に力を入れることになった。今では、虎側の出演者よりもSNSのフォロワー数が多いだけでなく、高いエンゲージメント率を誇るアカウントに成長しており、インフルエンサーとしてだけでなく、企業アカウント運用やコンサルタントとしても活躍している。
また、行政との活動にも携わっており、群馬県伊勢崎市観光物産の産学官連携プロジェクトの責任者としても活動。（こちらは現在は行なっていない。）

## 出演

### テレビ
・一夜づけ（2019年9月15日-9月29日、テレビ東京）「一夜づけ式！ガチンコラグビー対決！」
　-ラグビー芸人として3週連続でジャングルポケットと出演。リコーブラックラムズ東京を相手に2トライする。
・バカリズムの30分ワンカット紀行（BSテレ東）
「ワンカット芸人オーディション」（2020年5月8日）
「大塚家具編」（2020年7月3日）、メインでロケ
・ウチのガヤがすみません! （2020年5月19日、日本テレビ）「新ガヤ芸人発掘SP面白くなければOAなしサバイバル」
　日本道路交通情報センターのものまねでTOP10に選出されOA。
・今夜くらべてみました（2020年10月28日、日本テレビ）「SNS発！あるあるモノマネにハマる男と女」
　中村愛と即席コンビで日本道路交通情報センターのモノマネを披露。
・15ビョーーーン（2021年6月6日、テレビ東京）「たった15秒のネタ連発！世界一短いお笑いネタバトル」
　-予備校講師あるあるでアンガールズ田中から共感を受け、2回OAされる。
・内村のツボる動画（2021年6月16日、テレビ東京）「2021年上半期総決算！世界1000万再生動画ランキング」
　-パイプ椅子を５つ並べてタックルで片付ける特技を披露。
・スゴイぞ！世界のスピードスターGP （2022年10月1日、フジテレビ）「命知らずのスピードスター」
-パイプ椅子を５つ並べてタックルで片付ける特技が再び、フジテレビで採用。
・ひるおび（2022年10月4日、TBSテレビ）「街頭インタビュー」
-12月下旬の気温の中、半袖短パンで歩いているところOA。

### ラジオ
・The BAY☆LINE（2020年5月27日、Bayfm）
-モノマネ出演
・KFM～サモアンスガイの青戸五丁目On My Mind（2021年4月6日、葛飾エフエム放送）
　-初のレギュラー番組。番組には伊津野亮、中村愛、ゆうぞう、あしべ、星奈津美、益子直美といった著名人やトップアスリートがゲストに出演。
・FM GUNMA✖️tsulunosu fm（2025年2月6日、FM GUNMA）
-インフルエンサーとして初の出演